# Anton Zlatoš
Anton Zlatoš (5. května 1938 – 19. února 1999) byl slovenský fotbalový útočník.

## Hráčská kariéra
V československé lize hrál za Jednotu Košice, aniž by skóroval (12.04.1959–31.05.1959).

### Prvoligová bilance
| Ročník             | Zápasy | Góly | Minuty | Klub              |
| ------------------ | ------ | ---- | ------ | ----------------- |
| I. liga 1958/59    | 5      | 0    | 434    | TJ Jednota Košice |
| CELKEM I. ČS. LIGA | 5      | 0    | 434    |                   |